# Rettungsweg

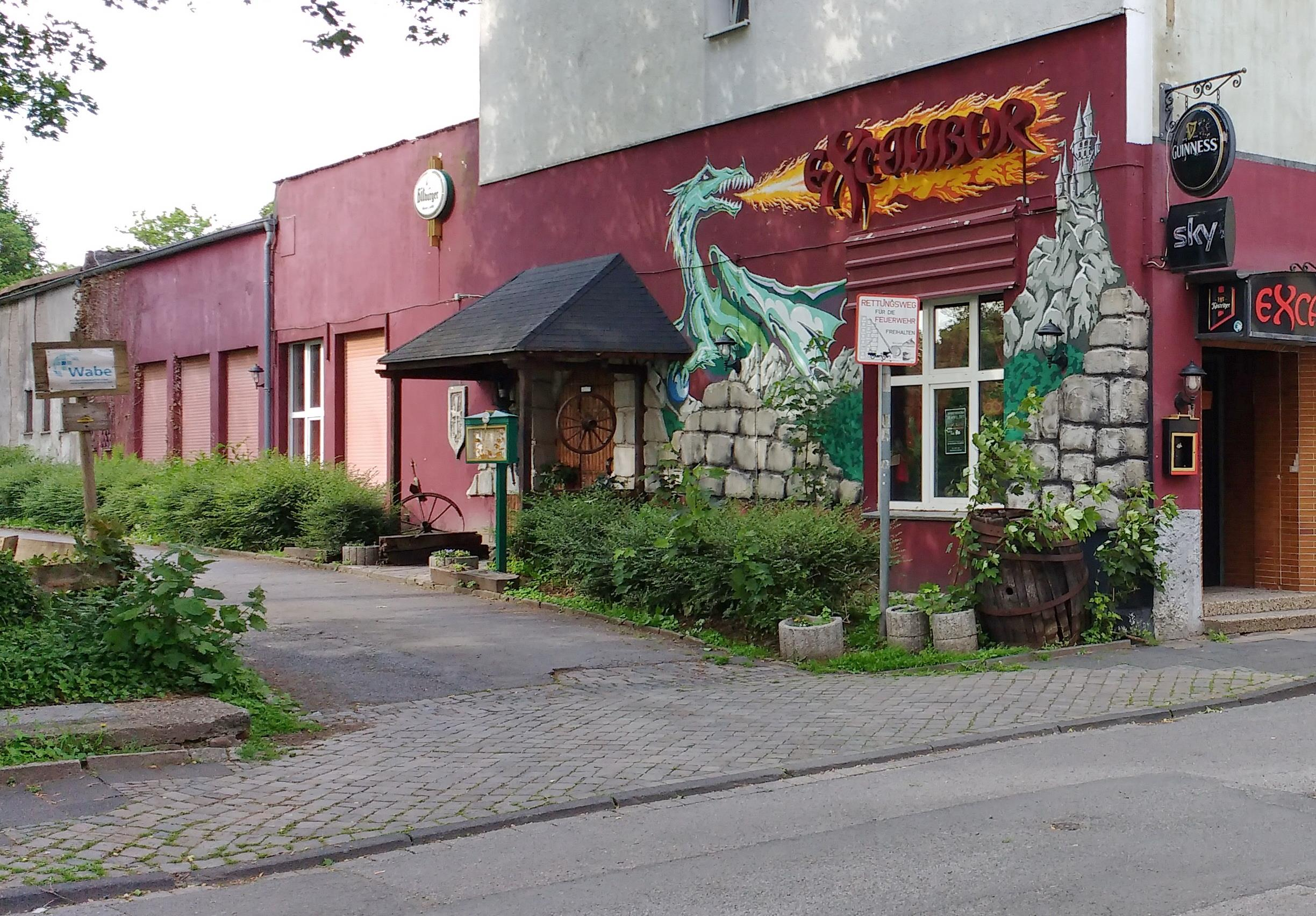
Zugang zu rückwärtigen Gebäuden von einer öffentlichen Verkehrsfläche aus gemäß § 5 MBO

Rettungsweg ist ein Begriff aus dem baulichen Brandschutz. Er bezeichnet den Zugang für die Einsatzkräfte, der für Brandbekämpfung, Rettung oder Verletztenbergung stets freigehalten werden muss. Über einen Fluchtweg können sich die Bewohner oder Besucher aus einem Gebäude selbst in Sicherheit bringen (Selbstrettung).
Feuerwehrzufahrten im Sinne der Straßenverkehrsordnung (StVO) befinden sich auf öffentliche Straßen, Wegen und Plätzen. Vor und in amtlich gekennzeichneten Feuerwehrzufahrten ist gem. § 12 Abs. 1 Nr. 5 StVO das Halten unzulässig. Dasselbe gilt für Haltverbote (Z. 283) mit den Zusatzzeichen „Rettungsweg“ oder „Feuerwehranfahrtszone“. Auf Privatgrund kann in Bayern des Weiteren das Zusatzzeichen „Anfahrtszone für Feuerwehr − § 22 VVB“ aufgestellt werden.

## Begriff
An Rettungswege stellt das Baurecht Anforderungen an die bauliche Ausführung wie Rauchabschnitte in Fluren, an die Brennbarkeit der zu verwendenden Baustoffe und an den Feuerwiderstand der raumabschließenden Bauteile und der Öffnungsverschlüsse zu anderen Räumen oder Nutzungseinheiten. Der erste Rettungsweg ist der Teil des Fluchtweges, der bauordnungsrechtlichen Anforderungen entspricht. In Sonderbauvorschriften wie der Muster-Richtlinie über den baulichen Brandschutz im Industriebau, der Musterverordnung über den Bau und Betrieb von Versammlungsstätten sowie der Muster-Verordnung der Fachkommission „Bauaufsicht“ der ARGEBAU über den Bau und Betrieb von Verkaufsstätten werden auch Gänge innerhalb der Nutzungseinheit als Rettungsweg bezeichnet.
Mit den Rettungswegen sollen zwei in den Bauordnungen definierte Schutzziele zum Brandschutz erreicht werden: im Brandfall die Rettung von Menschen und Tieren sowie wirksame Löscharbeiten zu ermöglichen (vgl. § 14 MBO).
In Deutschland und Österreich liegt das Bauordnungsrecht in der Gesetzgebungs-Kompetenz der Bundesländer. Alle Länder haben dementsprechend eigene Bauordnungen erlassen, deren Vorschriften zu den Rettungswegen aber weitgehend einheitlich sind. In Deutschland orientieren sie sich an der MBO, auf die im folgenden Bezug genommen.
§ 14 MBO definiert die Schutzziele für den Brandschutz in baulichen Anlagen, wonach u. a. die Rettung von Menschen und Tieren sowie wirksame Löscharbeiten möglich sein müssen (der Begriff der Rettung beinhaltet auch die Selbstrettung (Flucht)). Außerdem muss der Ausbreitung von Feuer und Rauch vorgebeugt werden.
Aufgrund dieser Schutzzieldefinition stellen die Bauordnungen Anforderungen an die Anzahl und die Beschaffenheit der Wege aus einem Gebäude ins Freie, eben die Rettungswege. Gleichzeitig stellen sichere Ausgänge auch sichere Zugänge dar, die die Feuerwehr für wirksame Löscharbeiten braucht. Die Anforderungen an die Rettungswege bez. Anzahl und Art werden in § 33 MBO festgelegt. Die baulichen Vorschriften zu den Rettungswegen (auf welche Weise der Ausbreitung von Feuer und Rauch vorgebeugt werden muss) finden sich in den §§ 34 – 38 MBO, gemeinsam mit weiteren Anforderungen an Treppen, Treppenräume, Ausgänge, Flure, Fenster, Türen und Umwehrungen (den Bauteilen also, die Teil eines Rettungswegs sein können).
Formell unbeachtet bleiben in diesen Vorschriften die sog. Sonderbauten (Schulen, Krankenhäuser, Versammlungsstätten, Hochhäuser etc., vgl. § 2 Abs. 4), an die nach § 51 in der Baugenehmigung besondere Anforderungen gestellt werden können. Ausdruck dessen sind die vielen Sonderbauvorschriften, die in den meisten Ländern bauaufsichtlich eingeführt sind (Industriebaurichtlinie, Versammlungsstättenrichtlinie, Garagenverordnung etc.)
In den §§ 34 - 36 werden die Begriffe „notwendige Treppe“, „notwendiger Treppenraum“ und „notwendiger Flur“ „der Raum zwischen dem notwendigen Treppenraum und dem Ausgang ins Freie“ eingeführt. Damit werden die Bauteile bezeichnet, über die ein (in der Regel der erste, baulich ausgeführte) Rettungsweg führt. Die weitere Bedeutung dieser Begriffe liegt in der Bestimmung, dass jede Nutzungseinheit, die keinen Ausgang zu ebener Erde und direkt ins Freie hat, über bauliche Rettungswege erreichbar sein muss. Nach diesen Vorschriften ist z. B. eine einschiebbare Treppe als notwendige Treppe unzulässig, wodurch ein so erschlossenes Dachgeschoss keine Aufenthaltsräume enthalten darf.
Zentrales Element des § 33 MBO ist die Forderung nach zwei voneinander unabhängigen Rettungswegen ins Freie für jede Nutzungseinheit (z. B. Wohnung, Praxis, Laden etc.) mit Aufenthaltsräumen (Räume, die nicht nur zum vorübergehenden Aufenthalt von Menschen bestimmt oder geeignet sind). Voneinander unabhängig bedeutet, dass bei Ausfall des ersten Rettungsweges der zweite davon nicht betroffen ist. Diese Forderung wird jedoch durch das Zugeständnis eingeschränkt, dass beide Rettungswege innerhalb eines Geschosses über denselben notwendigen Flur führen dürfen. Für alle nicht ebenerdig gelegenen Geschosse muss der erste Rettungsweg über eine notwendige Treppe führen. Der zweite Rettungsweg darf über die Rettungsgeräte der Feuerwehr führen (tragbare Leitern oder Hubrettungsfahrzeuge bzw. Drehleitern).
Für Nutzungseinheiten, bei denen von jeder Stelle eines Aufenthaltsraumes mindestens ein Ausgang ins Freie in höchstens 35 m Entfernung erreichbar ist, ist kein baulicher Rettungsweg erforderlich.
Definitionen Fluchtweg und Rettungsweg:
Ein Fluchtweg ist ein durch entsprechende Piktogramme gekennzeichneter kürzester Weg ins Freie, den man selbst ohne fremde Hilfe benutzen kann. Ein Rettungsweg ist ein Fluchtweg, den man mit Hilfe von Rettungskräften beschreiten kann, oder eine Stelle der Nutzungseinheit, der von der Straße aus von der Feuerwehr „angeleitert“ werden kann.
Eine Technik- oder Lüftungszentrale wird in der Regel keine eigene Nutzungseinheit sein. Wird dort aber ein ständiger Aufenthaltsraum, z. B. der Arbeits-/Schreibplatz des Hausmeisters, eingerichtet, greifen die Vorschriften über Rettungswege wieder.

## Brandlasten in Rettungswegen
Neben den Festlegungen zum Brandverhalten der tragenden Bauteile wie Wänden und Decken stellen die Bauordnungen auch Anforderungen an Wand- und Deckenbekleidungen sowie Fußbodenbeläge.
So z. B. die Musterbauordnung in § 35 Abs. 5:
In notwendigen Treppenräumen und in Räumen nach Absatz 3 Satz 3 müssen 1. Bekleidungen, Putze, Dämmstoffe, Unterdecken und Einbauten aus nichtbrennbaren Baustoffen bestehen, 2. Wände und Decken aus brennbaren Baustoffen eine Bekleidung aus nichtbrennbaren Baustoffen in ausreichender Dicke haben, 3. Bodenbeläge, ausgenommen Gleitschutzprofile, aus mindestens schwerentflammbaren Baustoffen bestehen.
sowie in § 36 Abs. 6:
In notwendigen Fluren sowie in offenen Gängen nach Absatz 5 müssen 1. Bekleidungen, Putze, Unterdecken und Dämmstoffe aus nichtbrennbaren Baustoffen bestehen, 2. Wände und Decken aus brennbaren Baustoffen eine Bekleidung aus nichtbrennbaren Baustoffen in ausreichender Dicke haben.
Rechtsprechung und Literatur leiten aus diesen Aussagen in Verbindung mit dem § 14 MBO (allgemeines Gebot zum vorbeugenden Brandschutz und der Ermöglichung von Personenrettung und Löscharbeiten) vielfach ab, dass die Rettungswege auch weitgehend von Möbeln und anderen Objekten freizuhalten seien, die eine zusätzliche Brandlast darstellen.
- Fachartikel Panik- und Notausgangsverschlüsse für Türen erschienen im FeuerTRUTZ Magazin für Brandschutz-Fachplaner, Mai 2017.

Ausnahmen werden im Rahmen von Einzelfallbetrachtungen für möglich erachtet: Brandlasten sind in begrenztem Maße zulässig, wenn ein Gebäude über zwei voneinander unabhängige bauliche Rettungswege verfügt und die zusätzliche Brandlast sich auf einen der beiden Rettungswege beschränkt. Eine Brandmeldeanlage kann für zusätzliche Sicherheit sorgen.

## Notausstieg
Bei einer Fassadendämmung im Rahmen einer Altbausanierung bis zu 15 cm dicken Polystyrol-Platten besteht keine baurechtliche Überprüfung des Brandschutzes (anschließend Flucht- und Rettungswege). Durch die Wärmedämmung bzw. gedämmte Rollladenkästen könnte lichte Breite des Fensters, die als Notausstieg ursprünglich geplant wurde, verengt werden.
Allgemein gilt: „Fenster, die als Rettungswege … dienen, müssen im Lichten mindestens 0,90 m × 1,20 m groß und nicht höher als 1,20 m über der Fußbodenoberkante angeordnet sein.“ (§ 37 Abs. 5 MBO). In den einzelnen Bundesländern gibt es Abweichungen der Dimensionen, z. B. in Bayern 0,60 × 1,00 m. In Baden-Württemberg und Hamburg gibt es keine festgelegte Größe, dort sollten die Mindestmaße nach MBO verwendet werden.

## Rettungswege auf Veranstaltungen
Für Veranstaltungen gibt § 7 der Muster-Versammlungsstättenverordnung (MVStättVO) Abmessungen für Rettungswege vor. Dabei wird nach Art, Lage und spezifischen Besonderheiten der Versammlungsstätte unterschieden.
Die folgenden Maße sind verpflichtend vorgegeben:
| Kategorie                                | Breite                 |
| ---------------------------------------- | ---------------------- |
| Freiluftveranstaltungen und Sportstadien | 1,20 m je 600 Personen |
| Versammlungsstätten                      | 1,20 m je 200 Personen |
| Räume mit max. 200 Personen              | 0,90 m                 |
| Arbeitsgalerie                           | 0,80 m                 |